# 용덕초등학교
용덕초등학교는 대한민국 경상남도 의령군 용덕면 운곡리에 있는 공립 초등학교이다.

## 연혁
- 1930년 5월 1일 용덕공립보통학교(4년제) 개교설립인가 4월 15일
- 1938년 4월 1일 용덕공립심상소학교(6년제) 개편
- 1941년 4월 1일 용덕공립국민학교로 개칭
- 1981년 3월 10일 병설유치원 개원(설립인가 1월 31일)
- 1996년 3월 1일 용덕초등학교로 개칭
- 2000년 3월 1일 덕암분교장 통합(제52회 졸업생 2,474명)
- 2022년 2월 11일 제89회 졸업식(졸업생 총수 4,167명)
- 2022년 9월 1일 제32대 김민숙 교장선생님 부임

## 참고 자료
- 용덕초등학교 - 한국교육학술정보원 학교알리미